# Lars Gerson
Lars Gerson (Luxemburgo, 5 de febrero de 1990) es un futbolista luxemburgués que juega como centrocampista en el UN Käerjéng 97 de la División Nacional de Luxemburgo.

## Selección nacional
Debutó con la selección de fútbol de Luxemburgo el 26 de marzo de 2008 contra Gales en un partido amistoso que finalizó por 0-2 a favor del combinado de Gales. Ha jugado para la selección en la clasificación para la Copa Mundial de Fútbol de 2010 y en la clasificación para la Copa Mundial de Fútbol de 2014, al igual que para la clasificación para la Eurocopa 2012 y para la clasificación para la Eurocopa 2016. Su primer gol con Luxemburgo fue contra Rumania en la clasificación de la Eurocopa de 2012, anotando el único gol del combinado tras perder por 3-1.

## Clubes
| Club                     | País       | Año       | Partidos | Goles |
| ------------------------ | ---------- | --------- | -------- | ----- |
| Kongsvinger IL           | Noruega    | 2008-2011 | 58       | 7     |
| IFK Norrköping           | Suecia     | 2012-2015 | 77       | 9     |
| GIF Sundsvall            | Suecia     | 2015-2017 | 65       | 6     |
| IFK Norrköping           | Suecia     | 2018-2020 | 94       | 8     |
| Racing de Santander      | España     | 2021      | 4        | 0     |
| SK Brann                 | Noruega    | 2021      | 1        | 0     |
| Kongsvinger IL           | Noruega    | 2022-2024 | 68       | 3     |
| F. C. Progrès Niedercorn | Luxemburgo | 2025      | 12       | 1     |
| UN Käerjéng 97           | Luxemburgo | 2025-     |          |       |